# De Tomaso Pantera
För andra betydelser av ordet "Pantera," se Pantera (olika betydelser).
De Tomaso Pantera är en sportbil, tillverkad av den italienska biltillverkaren De Tomaso mellan 1970 och 1994.

## Historik
Pantera levererades med motorn Ford 351ci Cleveland som utvecklar runt 350hp, i originalskick, senare runt 300hp på grund av att avgasreningskraven i USA hårdnade under de första åren på 70-talet. Många bilar har fått de flesta interna motordelarna bytta. Bilen är utrustad med en 5-växlad ZF-låda samt lamelldifferential.
I USA importerades bilarna av Ford och såldes genom deras Lincoln/Mercury-återförsäljare med början i slutet av 1971. Förbättrade versioner infördes 1972 och 1974 och försäljningen upphörde i USA 1975. I Europa fortsatte bilen säljas och produktionen upphörde runt 1994. Sammanlagt 7 260 bilar tillverkades.
Bilen har funnits i flera olika versioner:
- Pantera
- Pantera GR4 (Tävlingsversion)
- Pantera GR3 (Tävlingsversion)
- Pantera L
- Pantera GTS
- Pantera GT5
- Pantera GT5S
- Pantera SI (även Pantera Nuova, Pantera 90, Pantera 200)

Musikern Razzle från Hanoi Rocks omkom 1984 i en Pantera körd av Vince Neil, sångare i Mötley Crüe.
Elvis Presley ägde en och sköt den med pistol då den inte ville starta.

## Motorer
| Modell | Årsmodell | Motor             | Cylindervolym | Effekt              | Bränslesystem                                   |
| ------ | --------- | ----------------- | ------------- | ------------------- | ----------------------------------------------- |
| L      | 1971 - 84 | 8-cyl V-motor ohv | 5769 cm³      | 266 hk              | Enkel fyrportsförgasare                         |
| GR4    | 1971 - 72 | 8-cyl V-motor ohv | 5769 cm³      | mellan 460 - 560 hk | Enkel fyrportsförgasare eller fyra Weber 48 IDA |
| GR3    | 1972 - 76 | 8-cyl V-motor ohv | 5769 cm³      | ca 400 hk           | Enkel fyrportsförgasare                         |
| GTS    | 1971 - 89 | 8-cyl V-motor ohv | 5769 cm³      | 300 - 335 hk        | Enkel fyrportsförgasare                         |
| SI     | 1990 - 94 | 8-cyl V-motor ohv | 4946 cm³      | 305 hk              | Bränsleinsprutning                              |